# 藍 (漫画家)
藍（あい、1986年7月26日 - ）は、日本の漫画家。女性。

## 来歴
漫画家へ転身する前はWEBディレクターとして会社に勤めていた。会社員時代はAKBやアイドルの雑誌同人誌を有志で作っていた。会社員との両立を経て、退職し漫画業に専念する形で転身。
2013年から2016まで、コミックスマート社の発行する漫画誌GANMA!でミリオンドールを連載された。同作は2015年2月10日にテレビアニメ化が発表され、同年7月より9月までが放送された。
2014年6月にソロアイドル・寺嶋由芙とのコラボグッズを発表、その後、能登有沙、長崎ご当地アイドルミルクセーキ等に作品を提供。
2016年、アイドルヲタクの夫との結婚生活をエッセイにした「ヲタ夫婦～アイドルヲタクの結婚生活～」をcakesにて発表。隔週連載中である。

## 人物
自他共に現場系アイドルヲタクを名乗っており、出演声優のイベントやライブにも一般人に混じって参加しているのが発見される。ガールズグループの造詣の深さが買われ、漫画家としては珍しくコラム執筆、トークショー登壇などの仕事も受けている。
持て余したアイドル業界への情熱を、アイドルや芸能を研究という形で発表する部活動コンセプトの「藍さんの芸能音楽研究部」をロフトプラスワンにて定期開催している。
スマートフォンのSamsung Galaxy Note 3で漫画の執筆をしている。使用アプリはAutodesk sketchbook。

## 作品リスト

### 漫画作品
- ミリオンドール （GANMA!、コミックスマート社、全2冊）
- ヲタ夫婦 〜アイドルヲタクの結婚生活〜[リンク切れ]（cakes、ピースオブケイク）

### 音楽関連
- 能登有沙 シングル「おやすみ星」特典漫画「MOONLIGHT AM0:00」
- MilkShakeアルバム「だからミルクセーキは食べ物だってば！」ジャケットイラスト
- 寺嶋由芙公式グッズ

### コラム・書籍掲載
- honcierge（ホンシェルジュ）　対談：櫻井紗季＋小林晏夕 東京パフォーマンスドール feat. 藍
- TOKYO IDOL PROJECT ミリオンドールpresents「オタクの不都合な心境」
- TopYell 9月号、11月号（インタビュー掲載）

### 出演
- 藍さんの芸能音楽研究部（スタイルキューブ主催）